# Distyliopsis lanata
Distyliopsis lanata là một loài thực vật có hoa trong họ Hamamelidaceae. Loài này được N.A.Brummitt & Utteridge mô tả khoa học đầu tiên năm 2003.